# Cayetano Alcázar Molina
Cayetano Alcázar Molina (Madrid, 27 de marzo de 1897-Santander, 19 de agosto de 1958) fue un historiador y catedrático de universidad español, especializado en historia moderna y, dentro de ella, en el periodo de la Ilustración en España durante el siglo XVIII.

## Biografía
Fue catedrático de Historia General de España de la Universidad de Murcia entre 1926 y 1936 y, desde 1943, de Historia de España Moderna de la Universidad Central de Madrid, de la que además fue secretario general en diversos periodos. También fue director general de Enseñanza Universitaria entre 1946 y 1951, siendo ministro de Educación Nacional José Ibáñez Martín. 
Publicó numerosas obras sobre su especialidad, que le convirtieron en una de las mayores autoridades de su tiempo sobre la España del siglo XVIII; y fue también uno de los fundadores del Instituto de Estudios Madrileños.
Estuvo casado con Amanda Junquera Butler, amiga íntima de la escritora Carmen Conde. Ideológicamente se adscribió al conservadurismo y después de la guerra civil al franquismo. Fue maestro, entre otros, de Vicente Palacio Atard.